# Ignudi

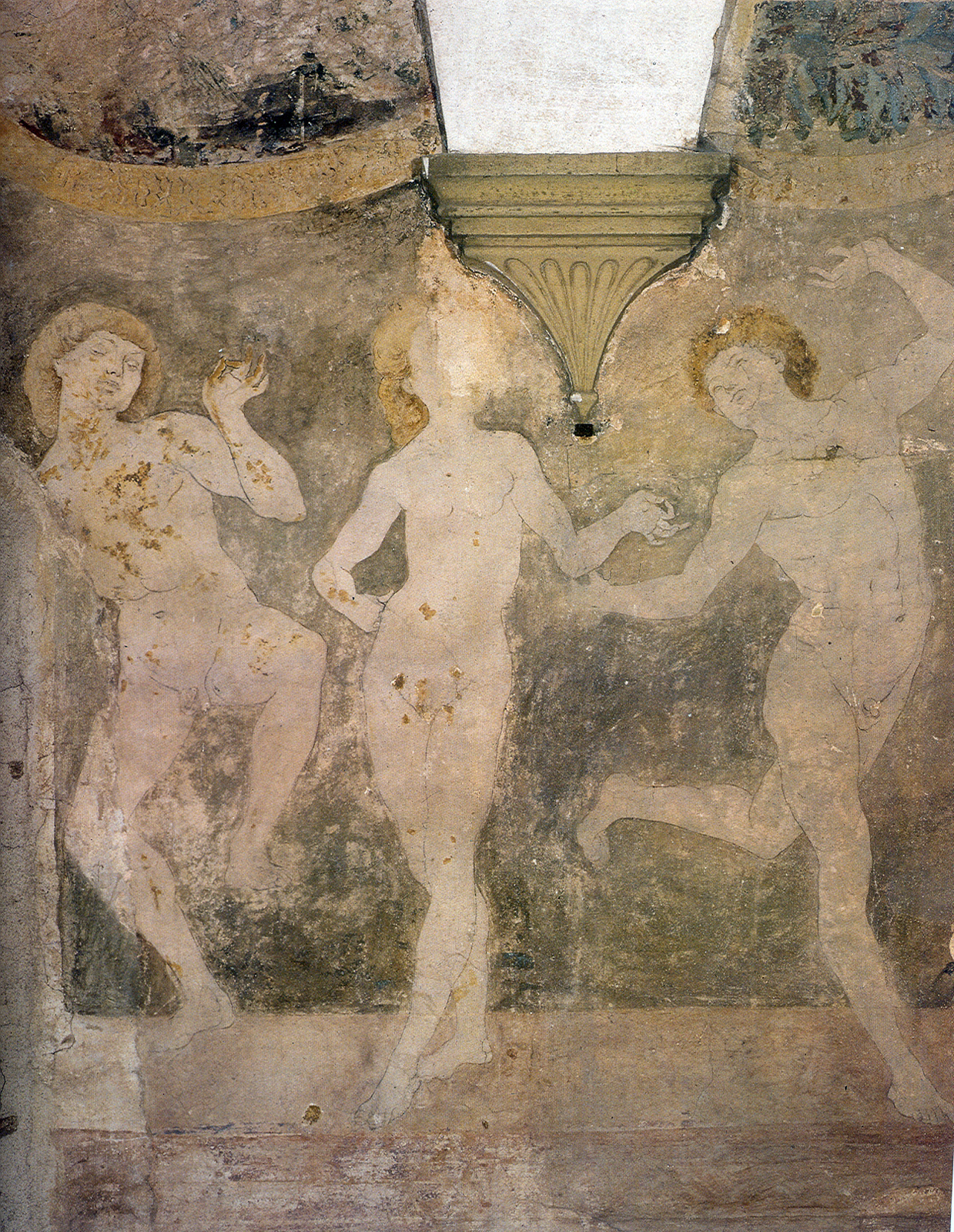
Antonio del Pollaiolo, Danza di ignudi

Gli ignudi sono, nel campo dell'arte rinascimentale, delle figure nude, variamente atteggiate, che spesso si rifanno alla statuaria antica. Particolarmente famosi sono gli Ignudi dipinti da Michelangelo, in particolare sulla volta della Cappella Sistina.

## Storia
La parola ignudo, versione arcaica e toscaneggiante dell'aggettivo nudo, deve la sua diffusione agli scritti di Giorgio Vasari e altri storici dell'arte. La diffusione di figure di "ignudi" nell'arte rinascimentale, sebbene riprendenti citazioni classiche già in voga fin dall'arte tardo-medievale (da Nicola Pisano in poi), è legata in primo luogo all'arte laurenziana, fiorita a Firenze sotto Lorenzo il Magnifico, in cui si ebbe una più marcata ricerca di rievocazione dell'antichità. Tra i primi artisti che usarono figure di "ignudi" ci furono Piero della Francesca (Adamiti), Antonio del Pollaiolo (celebre la sua Danza di nudi, che riprende la pittura vascolare greca), Pietro Perugino (Apollo e Dafni). Verso la fine del XV secolo il motivo degli "ignudi" iniziò a essere impiegato per decorazioni e come citazione colta. Ne è un esempio la Madonna col Bambino tra ignudi di Luca Signorelli (1490 circa), alla quale si rifece pochi anni dopo Michelangelo col Tondo Doni (1506-1508 circa).

## Ignudi della Cappella Sistina

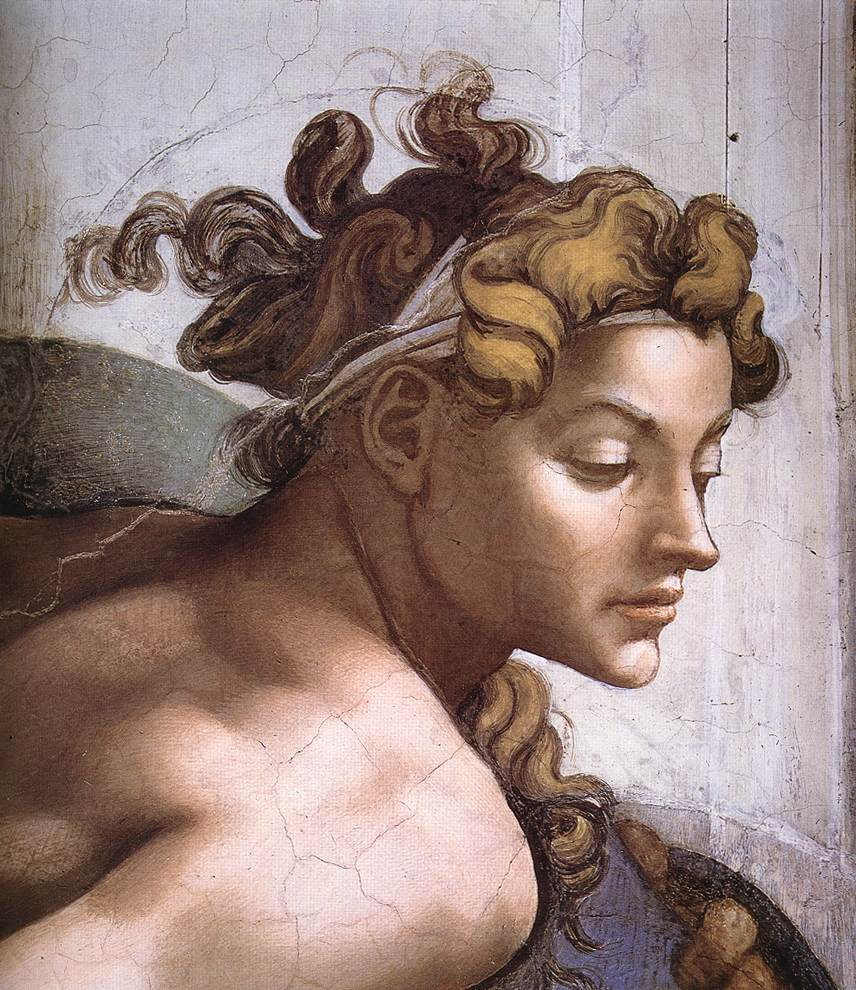
Dettaglio

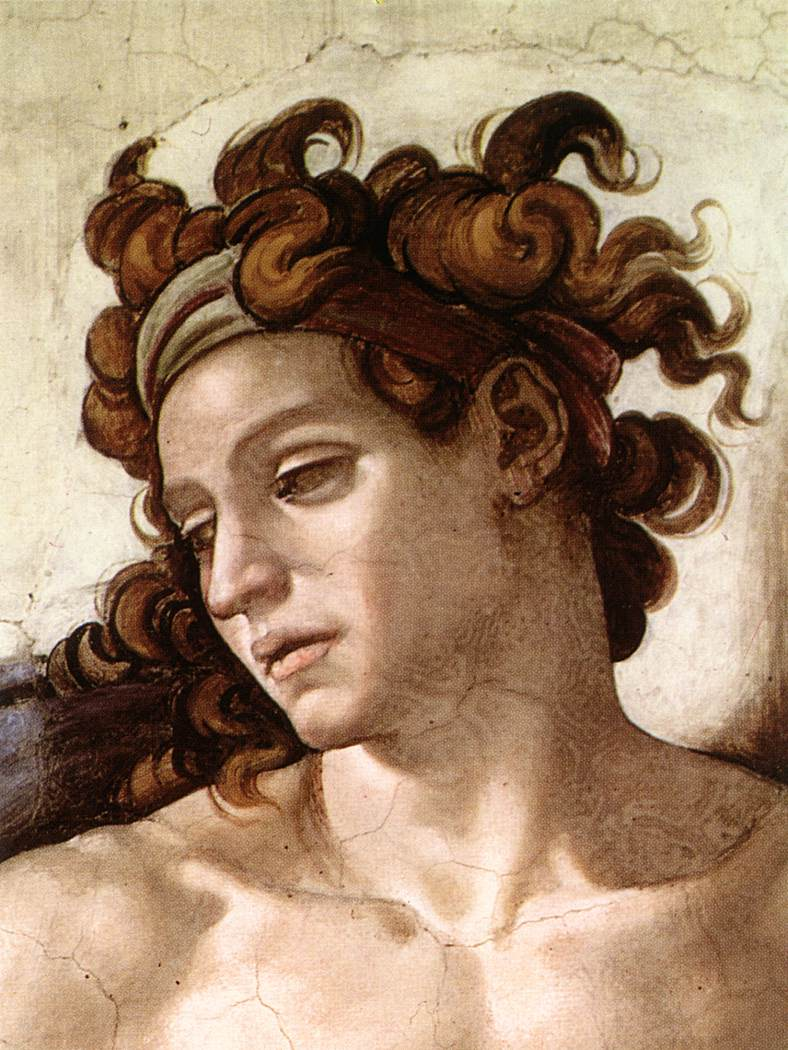
Dettaglio

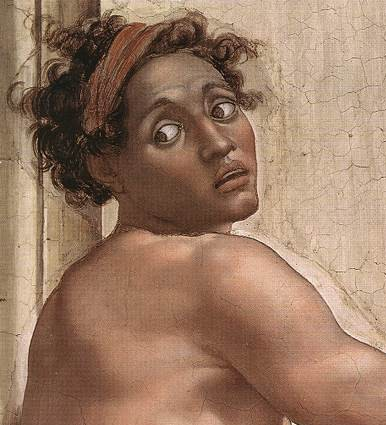
Dettaglio

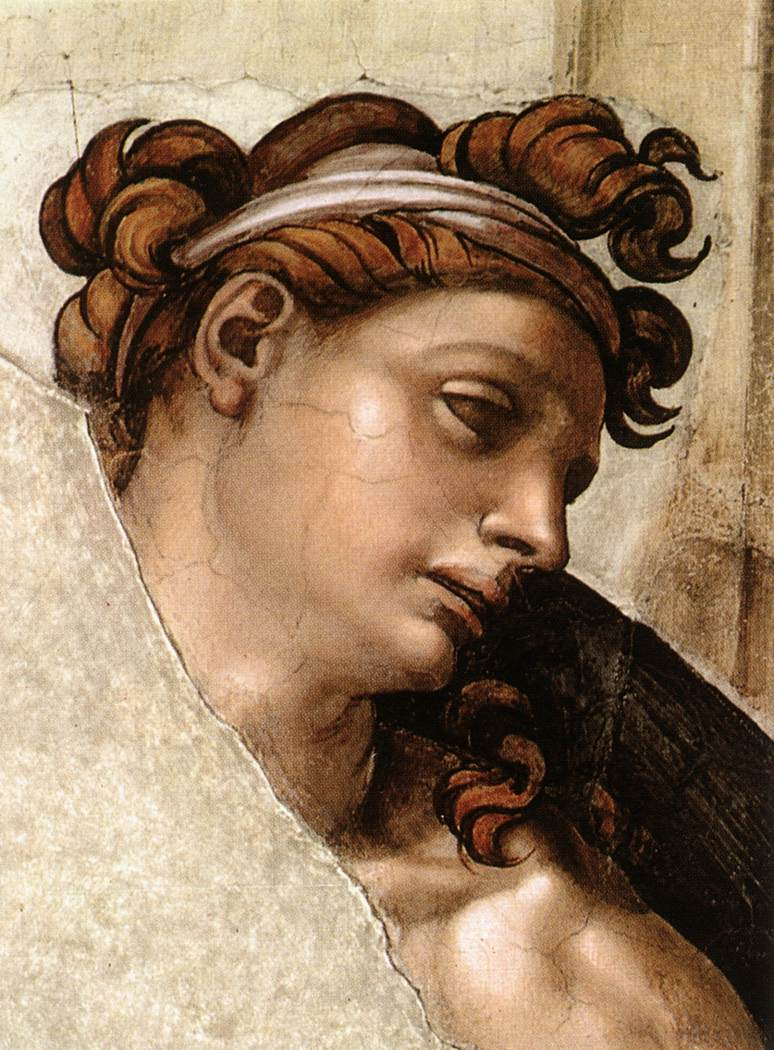
Dettaglio

Celebre è la serie degli Ignudi sulla volta della Cappella Sistina, affrescata da Michelangelo tra il 1508 e il 1512. Essi decorano, a gruppi di quattro, gli spazi tra i riquadri minori delle Storie della Genesi. Essi siedono su plinti che, a differenza della cornice superiore dei troni dei Veggenti, non sono scorciati dal basso, assecondando l'andamento curvilineo della volta. 
Gli ignudi sono delle figure maschili nude e muscolose pitturate sulla volta della cappella Sistina. Essi decorano, a gruppi di quattro, gli spazi tra i riquadri minori delle Storie della Genesi. Gli Ignudi sono in totale 20, hanno un'altezza variabile dai 150 ai 180 cm, siedono su plinti, hanno capelli ricci e brizzolati, e il loro capo è spesso cinto da una fascia, i loro sguardi sono contrastanti e spesso espressivi, alcuni sono sereni, altri severi e altri invece spaventati. Sostengono un fascio di foglie di quercia, allusive allo stemma dei ‘Della Rovere’, nobile famiglia italiana a cui apparteneva Papa Giulio II, che commissionò l’affresco, e dei nastri che reggono dei medaglioni che simulano l'effetto del bronzo, dipinti a finto rilievo, e che contengono scene dell’Antico Testamento. Gli Ignudi sono caratterizzati da pose riccamente variate, impostate a complesse torsioni, con un indiscutibile bellezza fisica e anatomica, tipica dello stile pittorico di Michelangelo.
Nelle prime coppie, più vicine alla parete d'ingresso da dove iniziò la decorazione, venne usato uno schema simmetrico, ricorrendo quasi sicuramente a un medesimo cartone ribaltato. Le coppie seguenti hanno una maggiore scioltezza, fino alle ultime, vicine all'altare, che presentano una massima libertà compositiva e la tendenza marcata a invadere i riquadri delle Storie. Sono stati interpretati come cariatidi, ma non sostengono niente, o come prigioni, ma non sono legati o incatenati. Vasari li indicò come simboli dell'età dell'oro, mentre la critica moderna ha parlato di simboli neoplatonici, o comunque teologici: l'interpretazione più convincente è che siano figure angeliche, nell'accezione di figure intermedie "tra gli uomini e la divinità" (Charles de Tolnay). Essi inoltre hanno quella bellezza che, secondo le teorie rinascimentali come la famosa Oratio de hominis dignitate di Giovanni Pico della Mirandola, è unita all'esaltazione delle facoltà spirituali e pone l'uomo al vertice della Creazione, fatto "a immagine e somiglianza" di Dio.
La figura degli Ignudi è radicata nella cultura classica, ispirata ai modelli dell'antichità greco-romana, in cui il corpo umano bello e muscoloso era esaltato come espressione ideale di armonia e perfezione, e i corpi erano nudi proprio per poterne mostrare la bellezza. Un'altra interpretazione degli Ignudi e che siano angeli senza ali.

Michelangelo si rifà in particolare alla scultura antica, come il Laocoonte, da cui copierà le torsioni e gli sguardi espressivi, e le opere di Fidia, ma anche al pensiero platonico, secondo cui la bellezza fisica riflette quella spirituale, rendendo i suoi ignudi simboli universali della bellezza dell’uomo e della tensione verso il divino.

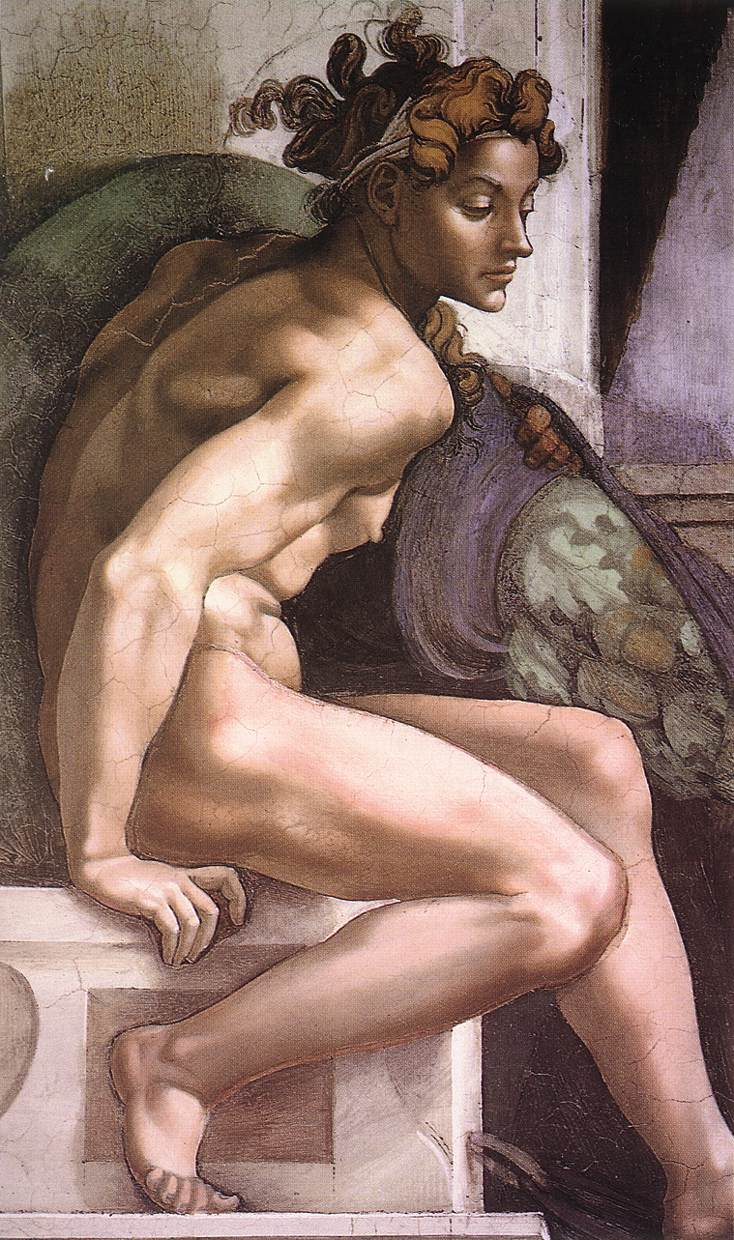
Ignudo
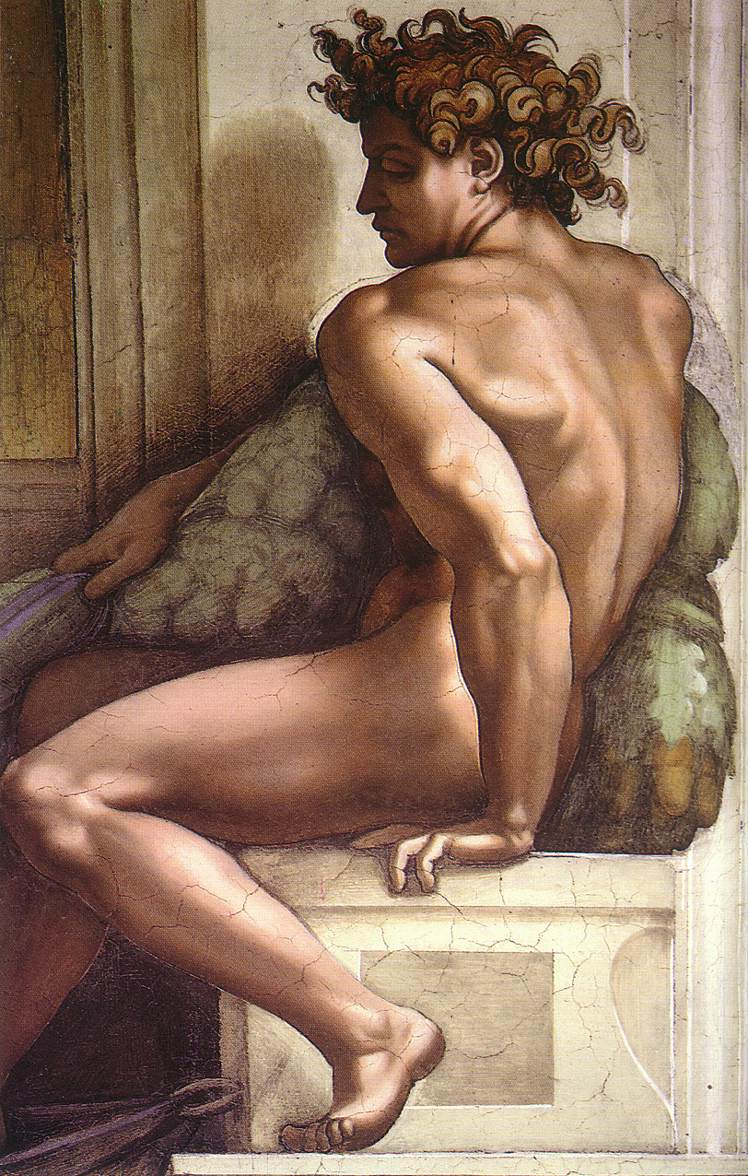
Ignudo
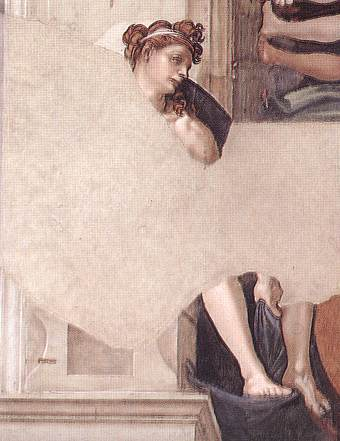
Ignudo
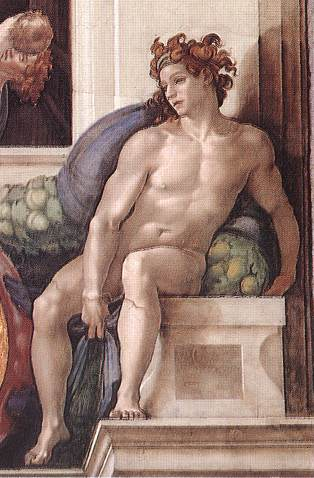
Ignudo
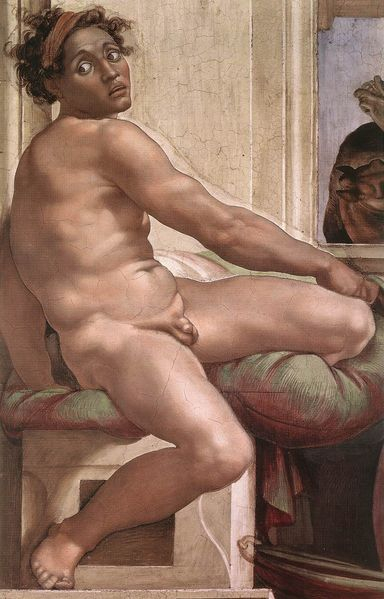
Ignudo
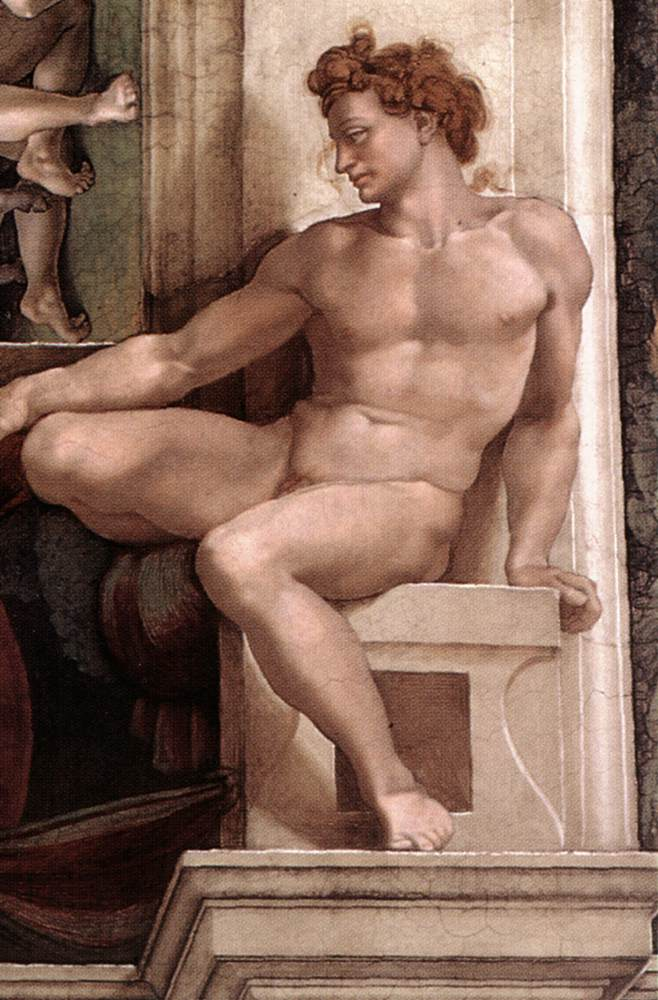
Ignudo
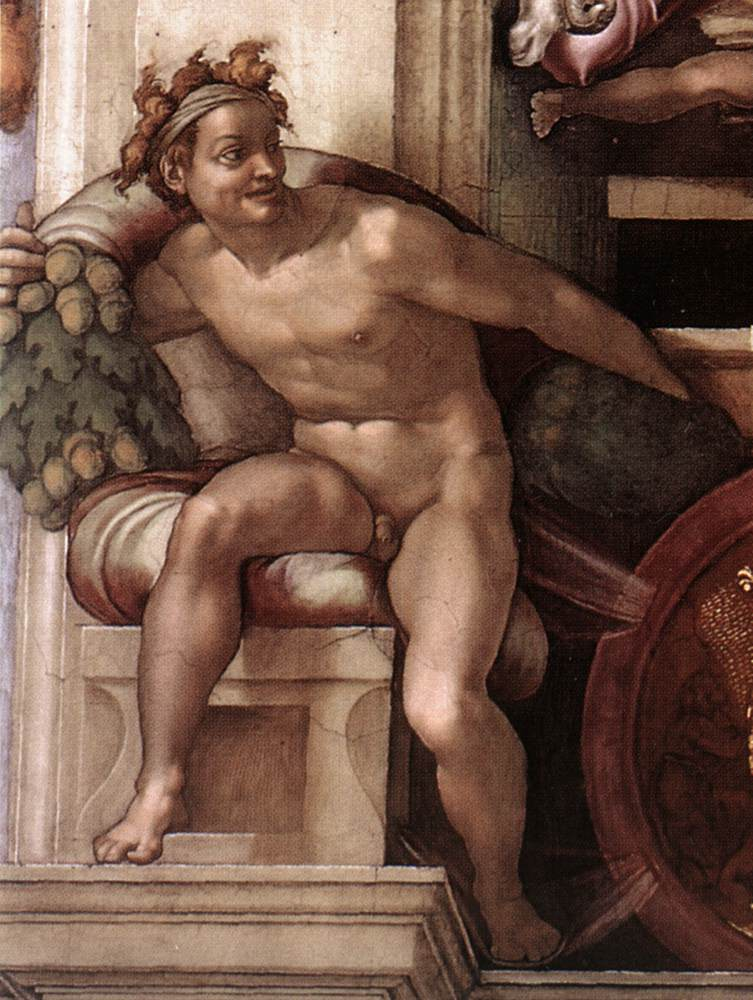
Ignudo
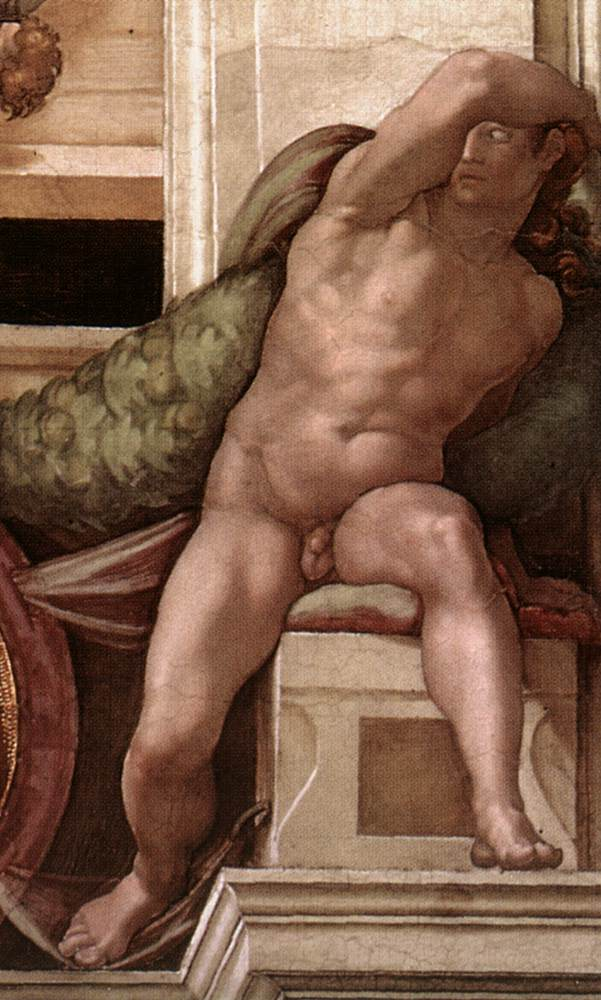
Ignudo
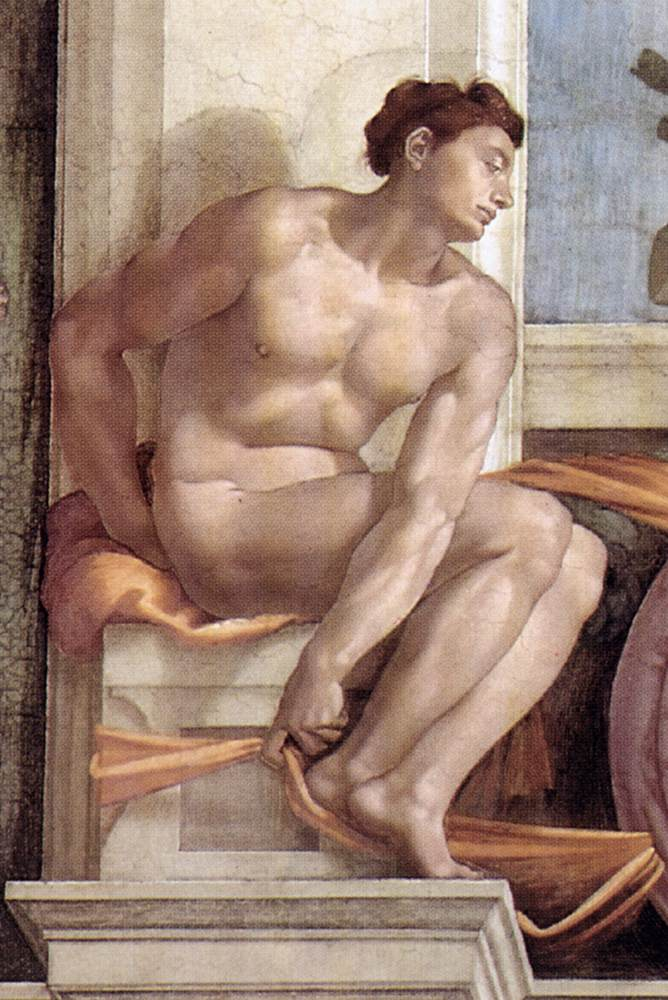
Ignudo
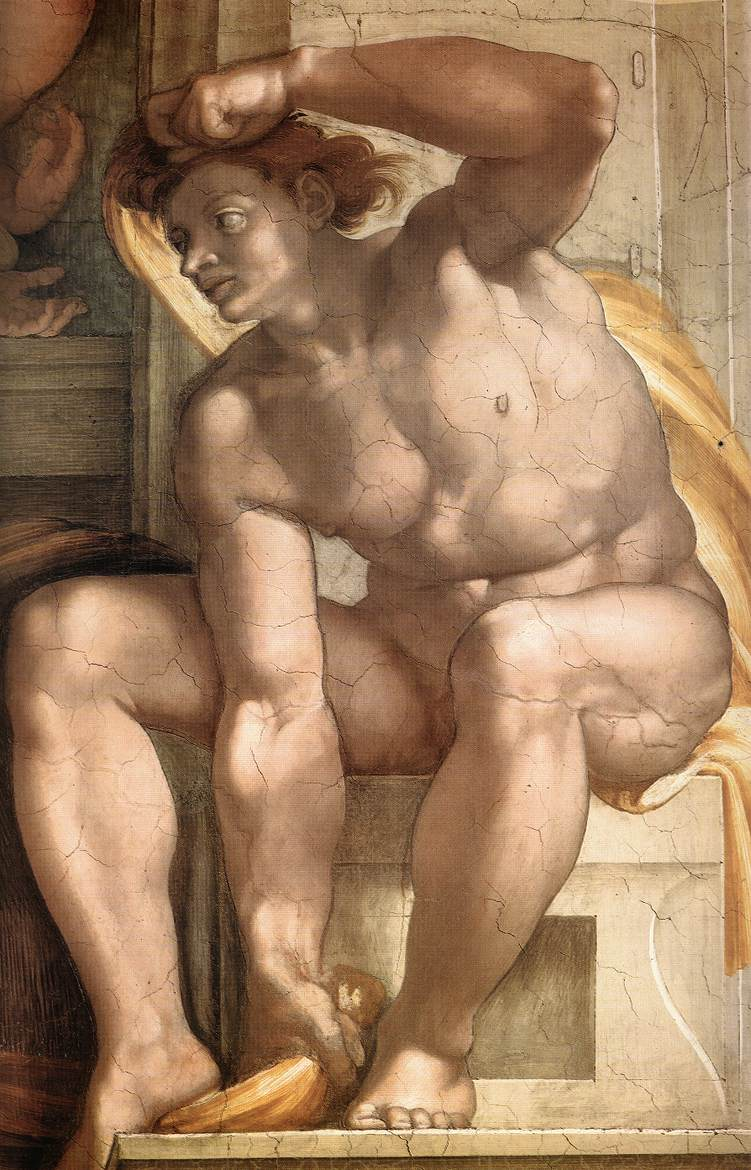
Ignudo
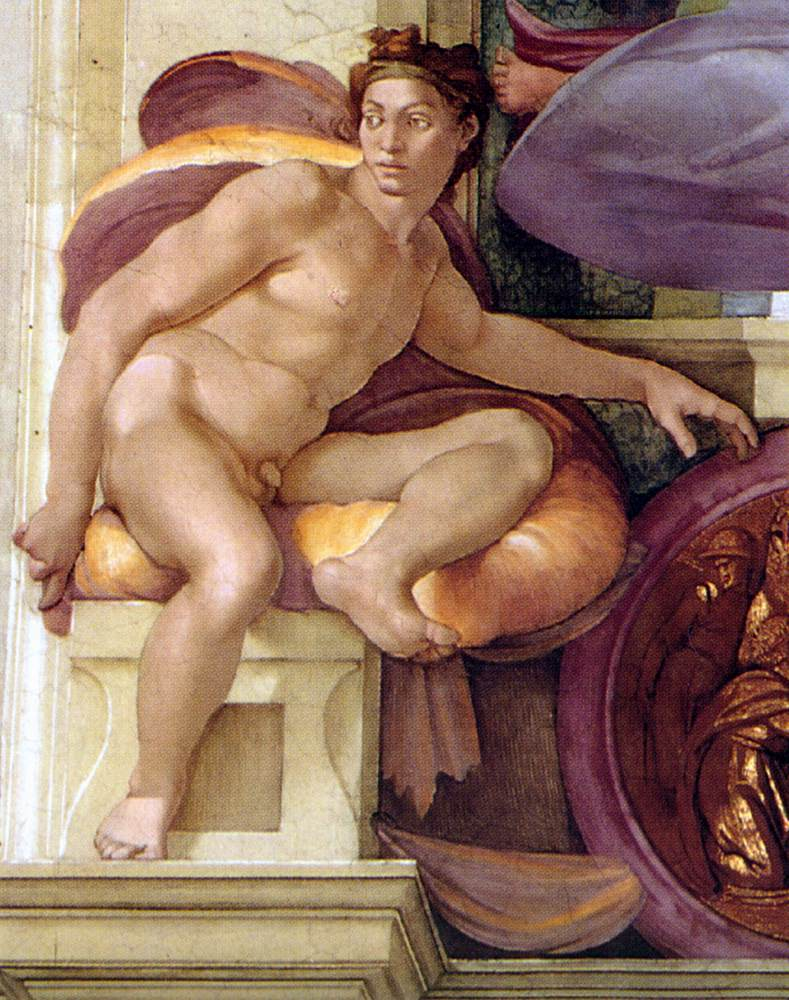
Ignudo
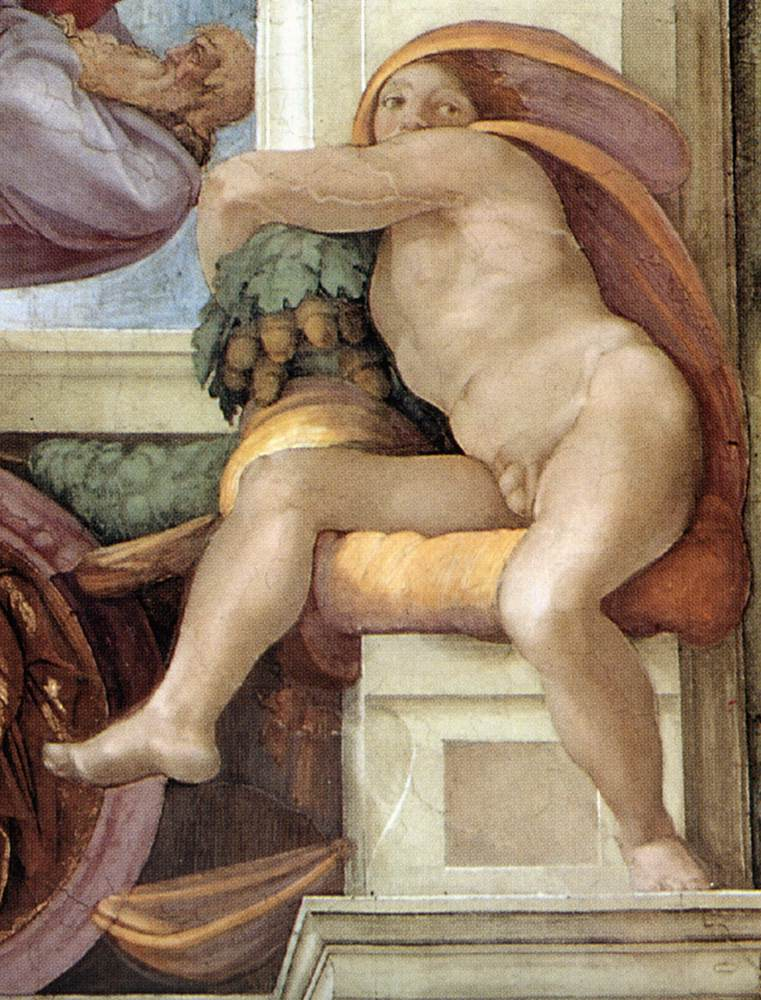
Ignudo
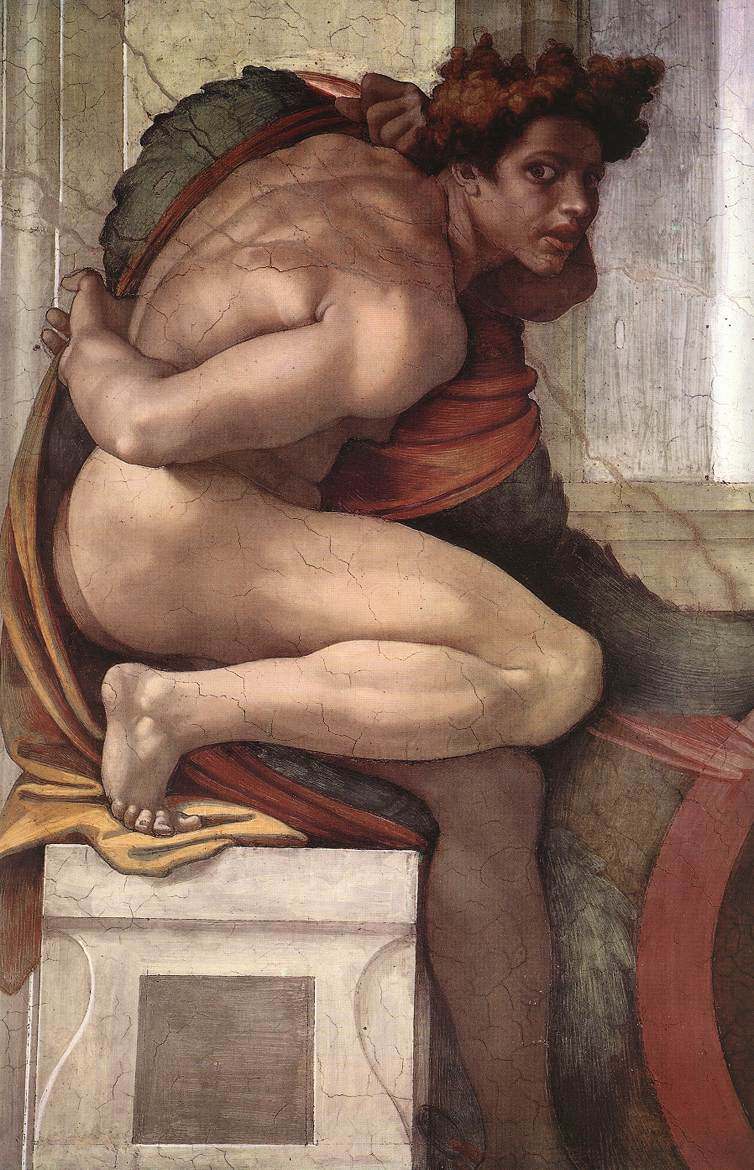
Ignudo
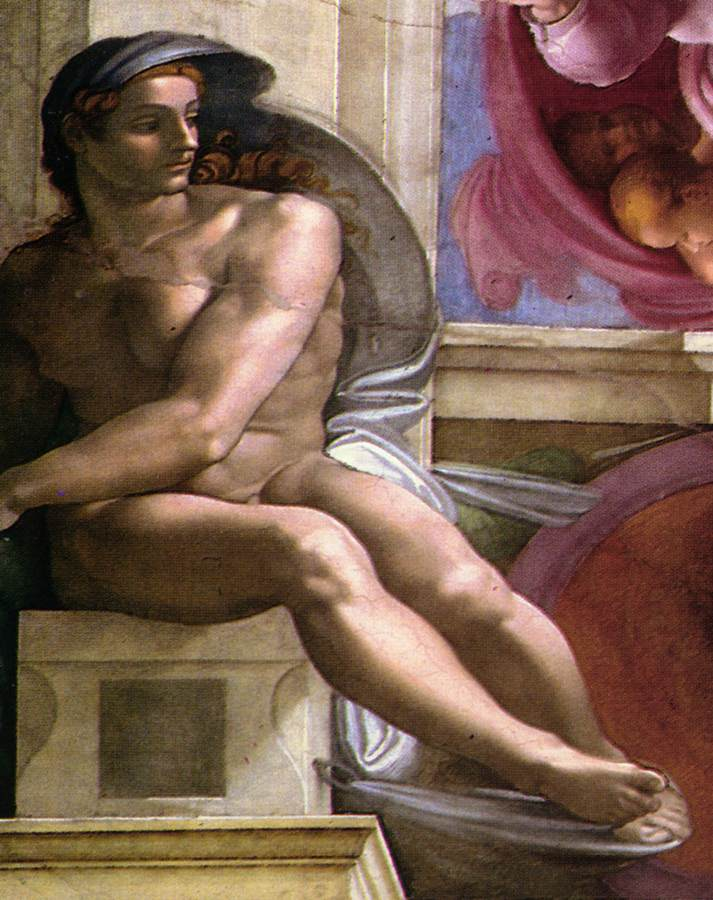
Ignudo
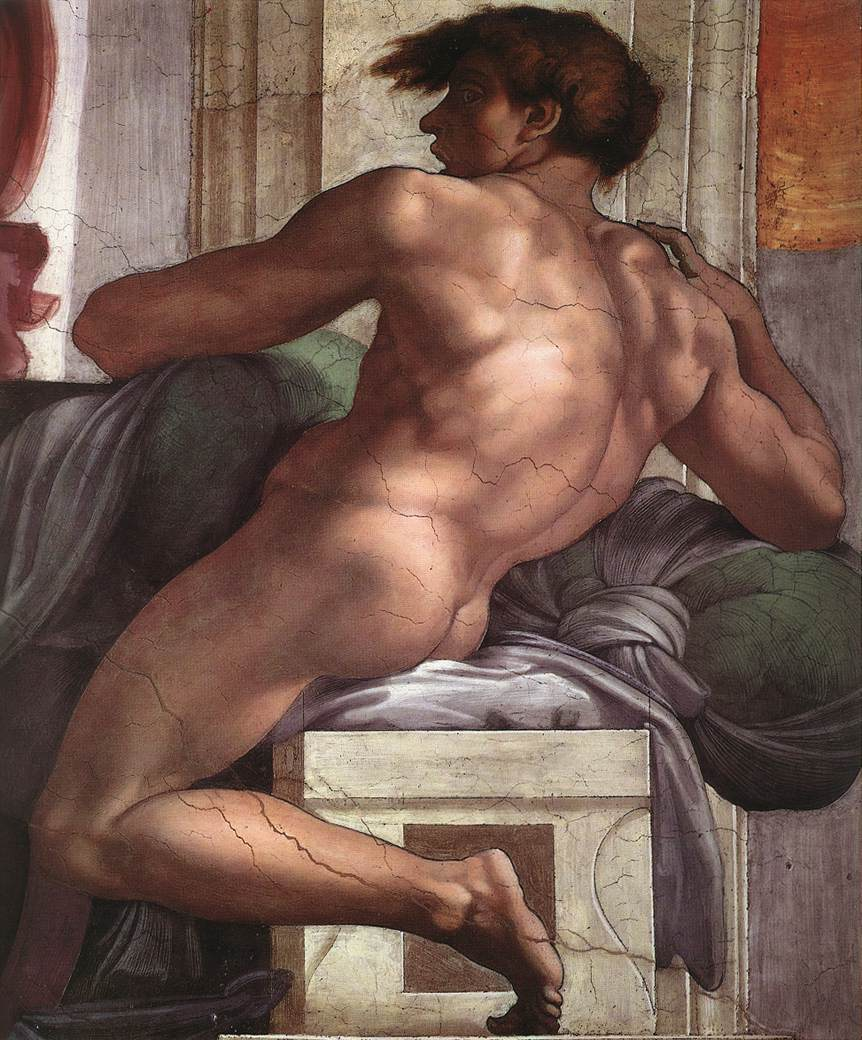
Ignudo
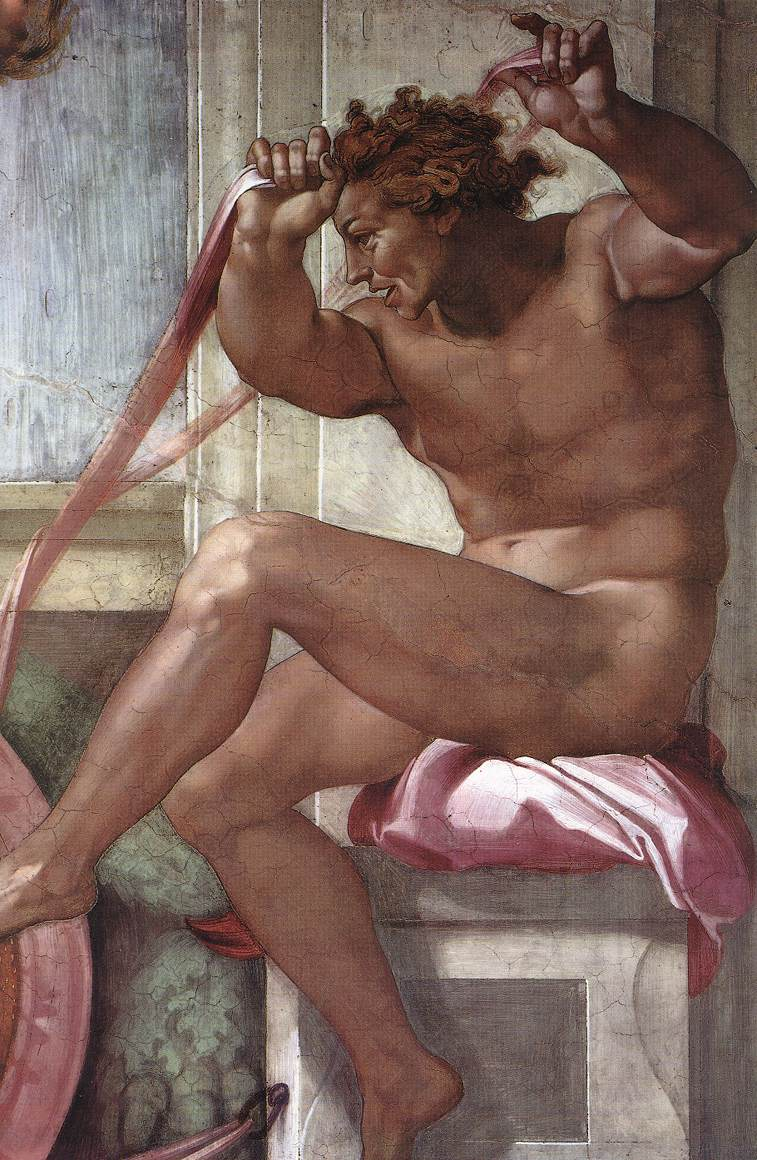
Ignudo
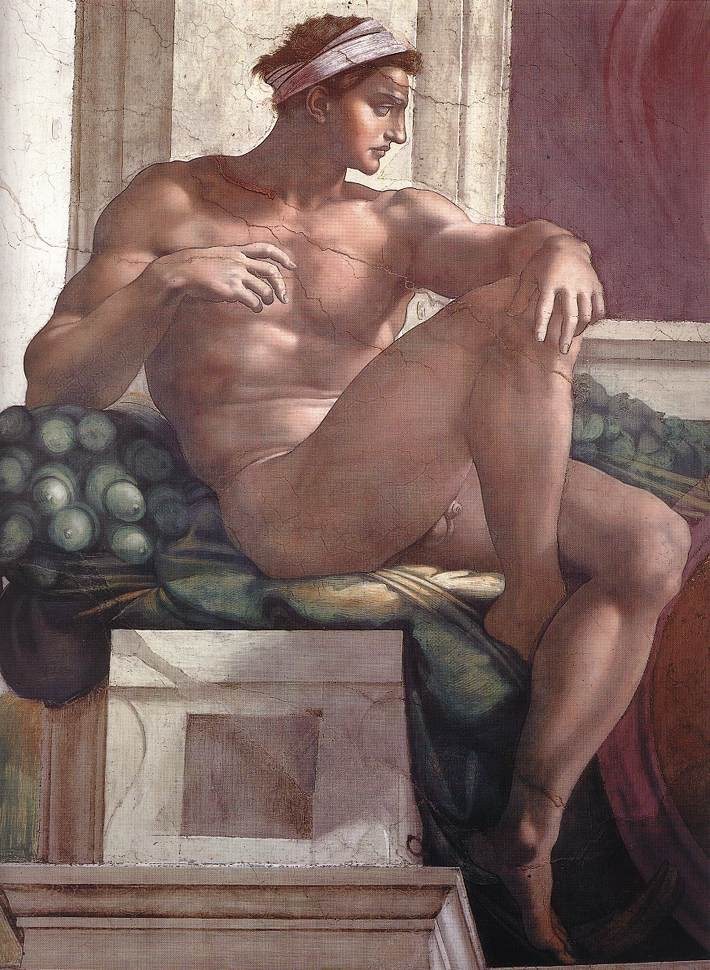
Ignudo
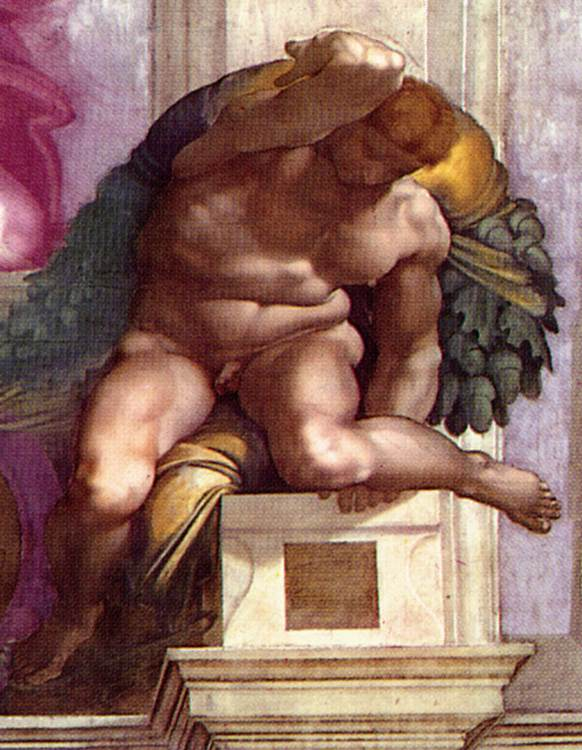
Ignudo
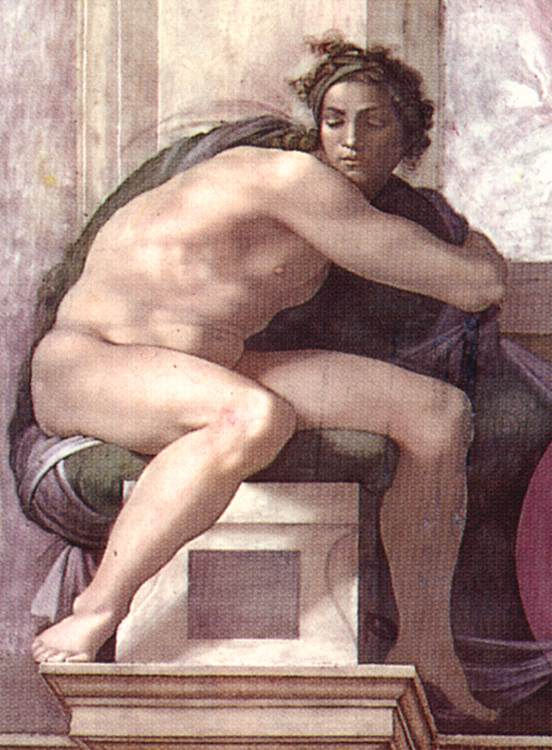
Ignudo
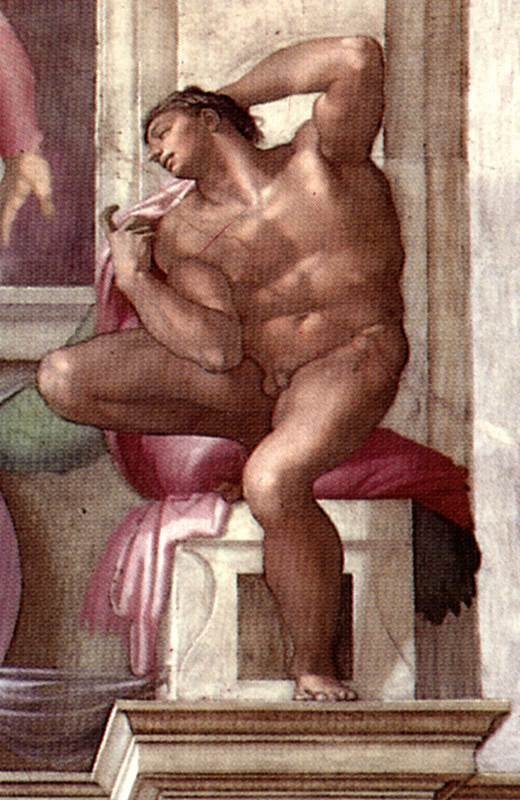
Ignudo